# ملعب الحسن واتارا
ملعب الحسن واتارا هو ملعب متعدد الإستخدمات في أبيدجان، ساحل العاج، الملعب يستضيف مباريات منتخب ساحل العاج، ويتسع لـ60 ألف مشجع.